# Rhonabwyho sen
Rhonabwyho sen (Breuddwyd Rhonabwy) je příběh ze středního Walesu, který zařadila do svého anglického překladu souboru dvanácti středověkých velšských bájí a pověstí Mabinogi lady Charlotte Guestová.

## Vznik a charakteristika příběhu
Příběh je řazen mezi čtyři vyprávění, která jsou někdy souhrnně označována jako národní báje nebo pověsti. Dochoval se pouze v jednom rukopise, v Červené knize hergetské, a odehrává za vlády posledního krále celého království Powys Madoga ap Maredudda, který zemřel roku 1160. Proto se vznik příběhu klade nejdříve na konec 12. století. Jako nejpozdější datum vzniku je některými literárními vědci považován ale konec 14. století, protože v příběhu je zmíněn muž Heilyn Goch a existence muže s tímto jménem je doložena kolem roku 1380. Jako další důkaz pro své tvrzení tito vědci uvádějí, že proto není příběh obsažen v Bílé knize Rhydderchově, která vznikla dříve.
Rhonabwyho sen je literární příběh neznámého středověkého spisovatele. Převážná část vyprávění popisuje snovou vizi, kterou zažije jeho ústřední postava Rhonabwy. Navštíví v ní dobu krále Artuše, se kterou autor kriticky srovnává dobu své současnosti. Zároveň však Artušovu dobu zobrazuje jako pošetilou. To vede literární vědce k tvrzení, že se jedná o satiru jak na současnou dobu, tak na mýtus o hrdinském věku, že jde o pseudohrdinský příběh se záměrnou ironií a neúctou ke králům, princům i hrdinům.

## Obsah

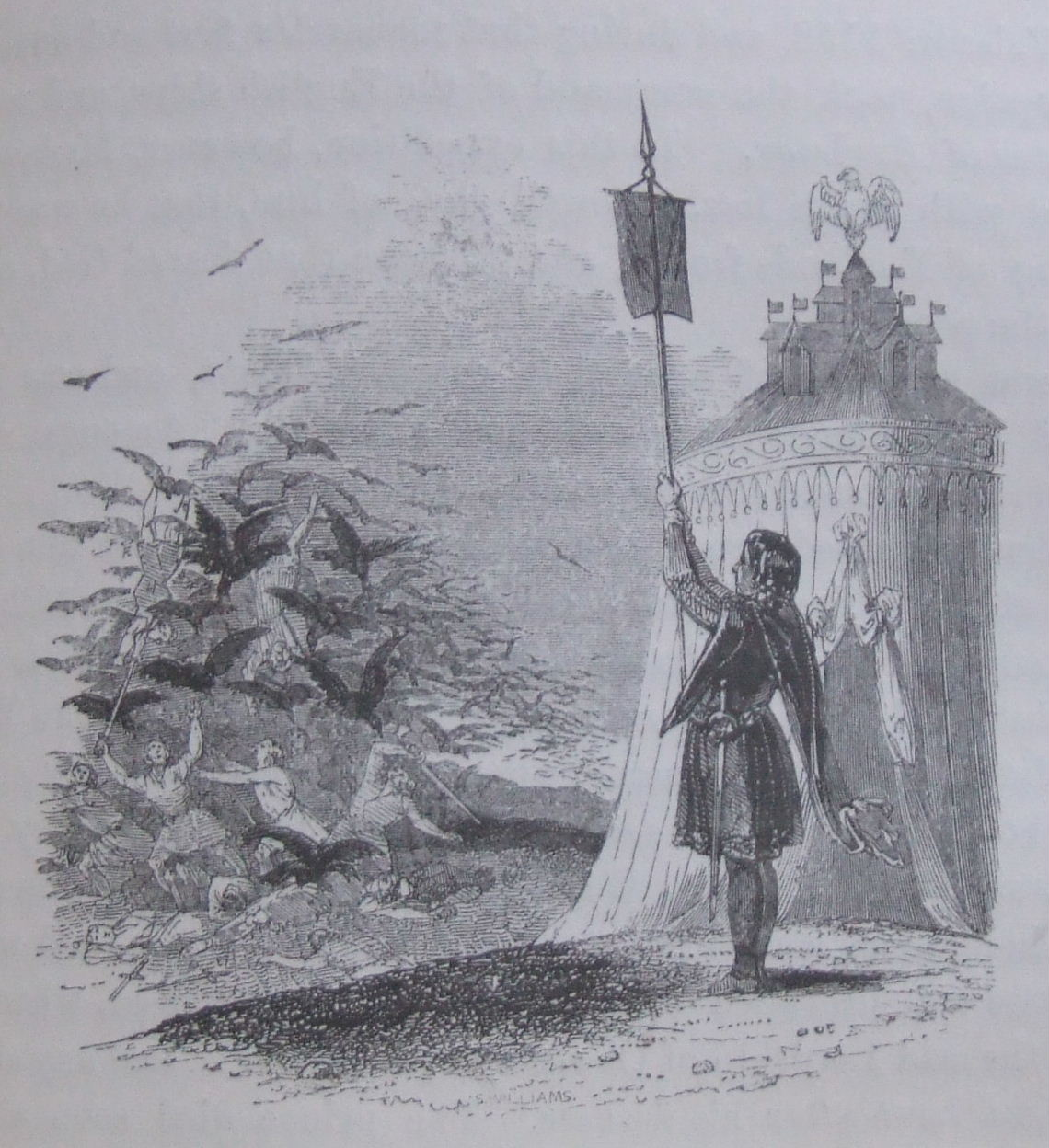
Ilustrace z roku 1877

Král Madog ap Maredudd posílá Rhonabwyho a s ním jeho dva společníky, aby našli princova vzpurného bratra Iorwertha, který je velmi nespokojený se svým postavením na králově dvoře. Ačkoliv mu Mareddud nabídl, že ho učiní pánem domácnosti, Iorwerth to odmítl, a vydal se na tažení do Anglie, kde zabíjí, vypaluje domy a bere zajatce.
Když Rhonabwy se společníky dorazí do městečka Didlystwn (Dudleston) na anglických hranicích, najdou zde ubytování ve zchátralém domě Heilyna Gocha (Heilyna Červeného). Dům je plný krys, má nerovnou podlahu plnou děr a hrbolů, která je kluzká po trusu dobytka a jeho moči. Dokonce je v příběhu i zmínka o špinavém záchodu. Oheň v domě udržuje jakási babizna pomocí plev, které vydávají strašný kouř. Pak se objeví dva další hostitelé se dřevem. Je to rudovlasý plešatějící scvrklý muž a malá hubená šedovlasá žena, která nabídne Rhonabwymu se společníky večeři (ječný chléb, sýr, mléko a vodu).
Protože venku vypukne bouře, Rhonabwy se svými společníky chtějí v domě přenocovat. Brzy zjistí, že jejich místa na spaní obsahují jen zaprášenou, blechami zamořenou a dobytkem okousanou slámu s potrhaným a špinavým prostěradlem a s ošuntělou přikrývkou plnou děr. Rhonabwy se proto rozhodne spát na žluté telecí kůži natažené na podlaze.
Sotva usne, zdá se mu sen, že se ocitl v době krále Artuše. Jeho průvodcem je Artušův rytíř Iddawg, který zavinil střetnutí krále Artuše s Medrawdem (Mordredem). Hrubě a urážlivě předal Medrawdovi královy mírové návrhy, za což musel na sedm let na pokání do vyhnanství. Iddawg představuje Rhonabwyho a jeho společníky Artušovi v jeho ležení na řece Severn, a ten lituje, že Wales zdědili tak mizerní muži.
Iddawg Rhonabwymu také řekne, že Artušovi muži se zde shromáždili, aby se střetli se Sasy u Mynydd Baddon (Badon Hill). Rovněž Rhonabwymu představuje jednotlivé rytíře, z nichž někteří se chovají podivně (jeden z nich například projede na koni kolem krále tak, že jej celého postříká od hlavy až k patě). Artuše ale více než nastávající bitva zajímá gwyddwyll (fidchell, tradiční keltská hra připomínající šachy ), kterou hraje na stříbrné desce zlatými figurkami proti svému stoupenci Owainovi mab Urien (Ywainovi). Během hry dorazí poslové s tím, že Artušovi panoši útočí na Owainovy havrany (spíše jde o veliké krkavce). Když Owain žádá, aby Artuš útok zastavil, ten Owaina pouze vyzve, aby pokračoval ve hře. Nakonec Owain nařídí, aby byla zdvižena jeho zástava. Díky tomu se havrani vzpamatují, útočí na Artušovi muže a zabíjejí je. Když Artuš Owaina požádá, aby havrany odvolal, Owain také Artuše vyzve, aby pokračoval ve hře. Nakonec Artuš rozdrtí zlaté figurky na prach a s Owainem vyhlásí smír.
Mezitím se objeví saské poselstvo se žádostí o příměří. Artuš po poradě se svými rádci souhlasí. Rytíř Cai (sir Kay) pak prohlásí, že každý, kdo si přeje následovat Artuše, by měl přijít za ním do Cornwallu. Zvuk pohybu vojenských jednotek Rhonabwyho probudí, a ten zjistí, že na telecí kůži spal tři dny a tři noci.

## Česká vydání
- Rhonabwyho sen in Mabinogi: keltské pověsti, Brno: Jan V. Pojer 1944, přeložil Jan Vilikovský.
- Rhonabwyho sen in Mabinogi: keltské pověsti. Kladno: Josef Cipra a František Konůpek 1949, přeložil Jan Vilikovský.
- Rhonabwyho sen in Mabinogi: keltské pověsti. Praha: SNKLU 1965, přeložil Jan Vilikovský.
- Rhonabwyho sen in Mabinogi: keltské pověsti. Brno: Zvláštní vydání 1995, přeložil Jan Vilikovský.

### Poznámka
1. ↑  Překlad lady Charlotty Guestové totiž obsahoval i Příběh Taliesina (Hanes Taliesin), který je v současné době jako pozdější dodatek vynecháván (tento příběh byl zaznamenán až v polovině 16. století a ve vlastní Mabinogi jsou o legendárním bardovi Taliesinovi pouze útržkovité zmínky).